# Metaprionota sculpta
Metaprionota sculpta là một loài bướm đêm trong họ Noctuidae.